# Kingittorsuaq
L'illa de Kingittorsuaq (antigament: Kingigtorssuaq) és una petita illa deshabitada al municipi d'Avannaata al nord-oest de Groenlàndia. És una petita illa a la part sud de l'arxipèlag d'Upernavik, situada a les costes sud-oest del fiord de gel d'Upernavik, prop de la desembocadura d'aquest últim on s'obre a la badia de Baffin. El nom de l'illa significa "una gran roca sobresortida" en el kalaallit.

## Història

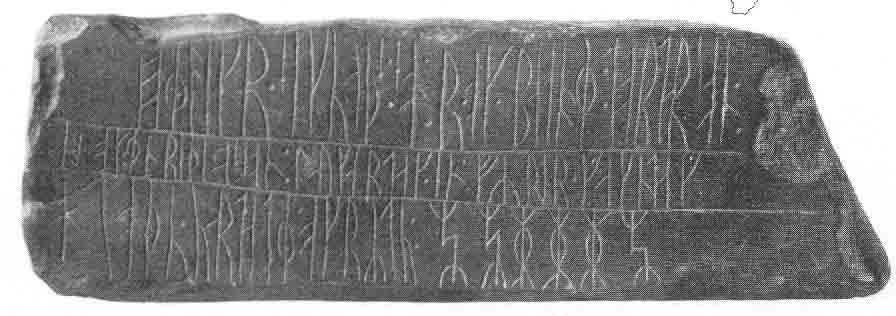
Pedra rúnica

La pedra rúnica de Kingittorsuaq (antigament: Kingigtorssuaq runestone) data de l'edat mitjana i va ser trobada el 1824 al punt més alt de l'illa, en un grup de tres cairns formant un triangle equilàter. Actualment la pedra es troba al Museu Nacional de Dinamarca a Copenhaguen.